# La Motte-Saint-Jean
La Motte-Saint-Jean este o comună în departamentul Saône-et-Loire, Franța. În 2009 avea o populație de 1.187 de locuitori.

## Evoluția populației
| An        | 1975  | 1982  | 1990  | 1999  | 2006  | 2009  |
| --------- | ----- | ----- | ----- | ----- | ----- | ----- |
| Populație | 1.253 | 1.269 | 1.236 | 1.175 | 1.200 | 1.187 |